# Yannick Soulier
Pour les articles homonymes, voir Soulier (homonymie).
Yannick Soulier est un acteur français.

## Filmographie

### Cinéma
- 1987 : Ennemis intimes de Denis Amar : ?
- 1994 : Un dimanche à Paris : ?
- 2000 : Scénarios sur la drogue : ?
- 2002 : Cryo
- 2004 : Les Parisiens de Claude Lelouch : ?
- 2005 : Le Courage d'aimer de Claude Lelouch : ?
- 2006 : Pardonnez-moi de Maïwenn : ?
- 2007 : Le Traitre : ?
- 2007 : Sans moi : ?
- 2009 : Le Bal des actrices de Maïwenn : ?
- 2009 : Persécution de Patrice Chéreau : ?
- 2012 : Paris-Manhattan de Sophie Lellouche : ?
- 2018 : Moi et le Che de Patrice Gautier : ?

### Télévision
- 1985 : Julien Fontanes, magistrat, réalisé par André Farwagi : Philippe Heninnel (épisode Rien que la vérité)
- 1989 : La vie Nathalie, série : François
- 1989 : Un piano dans la tête d'Emmanuel Fonlladosa : ?
- 1990 : Drôle de soirée d'Emmanuel Fonlladosa : ?
- 1990 : Paparoff, réalisé par Denys de La Patellière : Jean-Claude Furet (épisode José la baleine)
- 1994 : Dark Desires: Diana de Cedric Sundstrom : Jimmy
- 1995 : Ne coupez pas mes arbres de Michel Treguer : Simon
- 1996 : La Nouvelle Tribu : Mathieu (mini-série)
- 1997 : Un impossible amour de Michaëla Watteaux : Hadrien
- 1998 : La Traversée du phare de Thierry Redler : le second
- 1998 : Navarro, réalisé par Nicolas Ribowski : Gomez (épisode La Colère de Navarro)
- 1999 : Les Marchands de gloire de Georges Folgoas : Bachelet fils
- 1999-2005 : Manatea, les perles du Pacifique, série : Thibault Signac
- 2000 : Diane, femme flic, réalisé par Nicolas Herdt : le capitaine Saulnier (épisode Retour de guerre)
- 2000 : Scénarios sur la drogue, réalisé par Françoise Huguier : ? (épisode Journée ordinaire)
- 2000 : Natures mortes de Patrick Malakian : Sammy
- 2001 : Meurtres sous hypnose de Gérard Cuq : ?
- 2001 : Juliette : service(s) compris de Jérôme Foulon : Guillaume
- 2001 : Vertiges réalisé par Gérard Cuq : Jérôme (épisode Meurtres sous hypnose)
- 2001 : Joséphine, ange gardien, réalisé par Jacob Berger : Romain (épisode Romain et Jamila)
- 2001-2003 : Central Nuit, série créée par Mathieu Fabiani, Olivier Marchal, Bernard Marié et Marc-Antoine Laurent : le lieutenant Julien Leuwen (saisons 1 et 2)
- 2002 : La Grande Brasserie de Dominique Baron : Sammy
- 2003 : Drôle de genre de Jean-Michel Carré : Maxime Chauffour
- 2004 : Mortelle conviction de Jean-Teddy Filippe : Yves
- 2004 : Navarro, réalisé par Jean Sagols : Pasquier (épisode Fascinations)
- 2004 : Milady de Josée Dayan : l'officier roux
- 2004 : Ariane Ferry : Valentin (épisodes La Monitrice et Dernier Voyage)
- 2005 : Une famille pas comme les autres d'Édouard Molinaro : Boby
- 2005 : À la poursuite de l'amour de Laurence Katrian : Vincent
- 2005 : Les Enquêtes d'Éloïse Rome, réalisé par Christophe Douchand : Stan Morot (épisode Coup de main)
- 2005 : Le Proc, réalisé par Claudio Tonetti : Jean-Christophe Meunier (épisode Danger public)
- 2005-2006 : SOS 18, série créée par Didier Cohen et Alain Krief : Olivier Morel (saisons 1 à 3)
- 2006 : Les Mariées de l'isle Bourbon d'Euzhan Palcy : Henry La Baume
- 2006 : Laura, réalisée par Jean-Teddy Filippe : Vincent Bellair (mini-série)
- 2007 : L'Hôpital, série : Franck Moreno
- 2008 : Écrire pour un chanteur, réalisé par Frédérick Vin : ? (épisode La Consultation)
- 2009 : Le Chasseur, créée par Gérard Carré, Vassili Clert et Nicolas Cuche : Samuel Delaunay (mini-série)
- 2011 : Les Enquêtes de Murdoch, réalisé par John L'Ecuyer : l'inspecteur Marcel Guillaume (épisode Bons baisers de Paris (Monsieur Murdoch))
- 2011 : Week-end chez les toquées, réalisé par Laurence Katrian et Emmanuel Jeaugey : Stéphane Guilmart-Leroy (épisode Week-end en famille)
- 2012 : True Love de Joseph Cahill : Roger
- 2014 : Les Yeux ouverts de Lorraine Levy : Alex
- 2015 : Meurtres au Mont Ventoux de Thierry Peythieu : Sylvain Jaume
- 2016 : Cherif, réalisé par Julien Zidi : Alexandre Cazet (épisode Chantages)
- 2016 : Section de recherches, réalisé par Julien Zidi : Antoine Blessac (épisode Noces rouges)
- 2016 : Le juge est une femme, réalisé par Julien Zidi : Franck Monnet (épisode Affaires de famille)
- 2017-2018 : Demain nous appartient, série créée par Frédéric Chansel, Laure de Colbert, Nicolas Durand-Zouky, Éline Le Fur, Fabienne Lesieur et Jean-Marc Taba : Joaquim Dulac (épisodes 56 à 184)

### Doublage
- 2022 : Sous sa coupe : ? ( ? )[1]

## Théâtre
- 1991 : L'Étourdi ou les Contretemps de Molière, mise en scène Françoise Seigner, Théâtre Mouffetard, Théâtre des Célestins
- 1992 : Ne coupez pas mes arbres
- 1996 : Colombe
- 2013 : Une nuit à la présidence, de et mise en scène Jean-Louis Martinelli, création au Napoli Teatro festival Italia,  Théâtre Nanterre-Amandiers